# Kaysersberg
Kaysersberg (elsässisch Kaisersbari, welsch Kéyspè) ist eine ehemalige französische Gemeinde mit 2.414 Einwohnern (Stand: 1. Januar 2022) im Département Haut-Rhin in der Region Grand Est auf einer Höhe von 240 Metern. Die frühere Reichsstadt gehörte zum Arrondissement Colmar-Ribeauvillé und zum Kanton Sainte-Marie-aux-Mines. Kaysersberg ist der Geburtsort des Nobelpreisträgers Albert Schweitzer.
Mit Wirkung vom 1. Januar 2016 wurden die früheren Gemeinden Kaysersberg, Kientzheim und Sigolsheim zu einer Commune nouvelle mit dem Namen Kaysersberg Vignoble zusammengelegt.

## Geographie
Kaysersberg liegt im Oberelsass im Tal des Flusses Weiss, nordwestlich von Colmar an der Elsässer Weinstraße. Das Gebiet gehört zum Regionalen Naturpark Ballons des Vosges.

## Geschichte

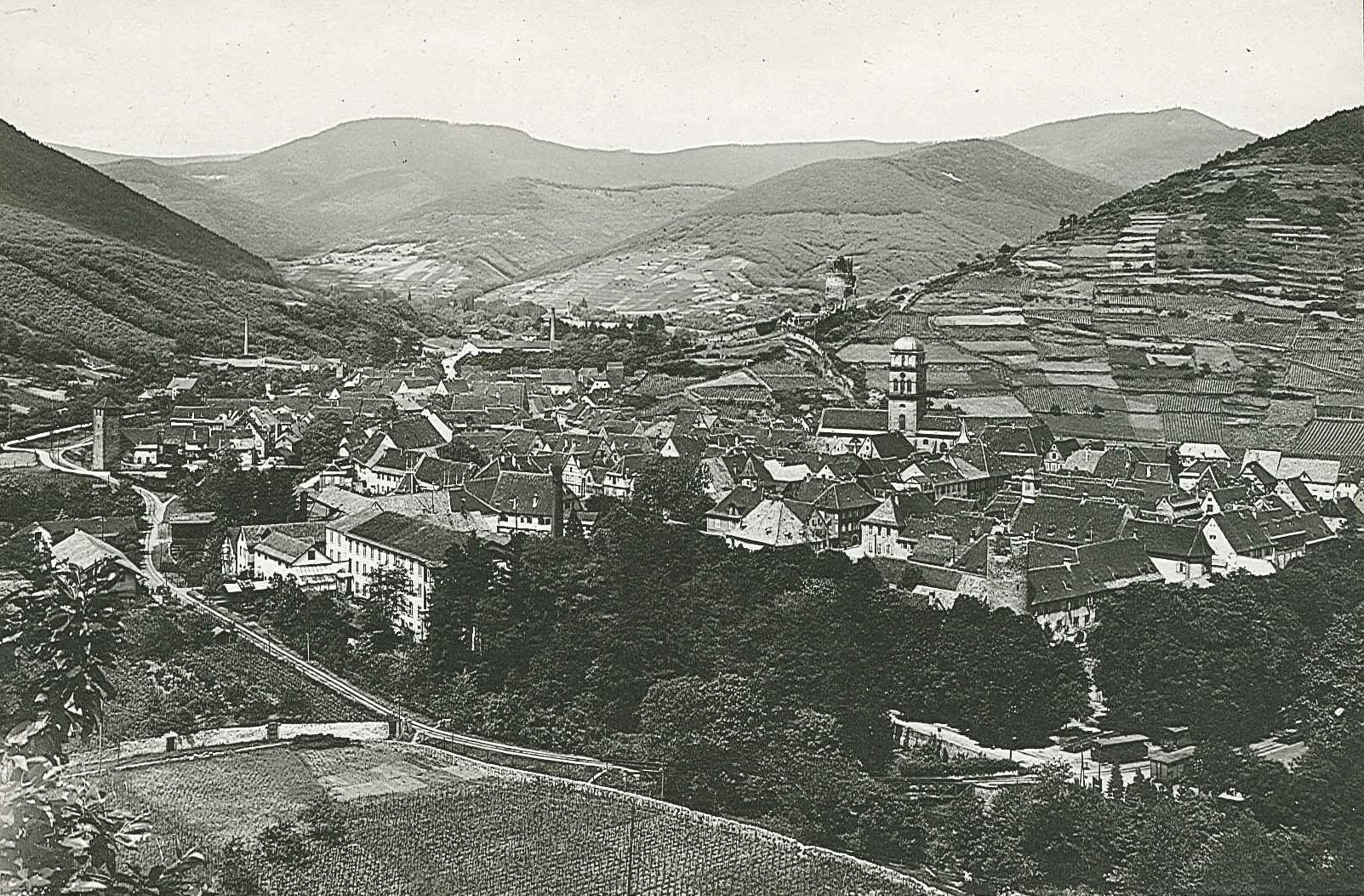
Luftbild von Kaysersberg, 1916

Kaysersberg im ersten Viertel des 19. Jahrhunderts

In älteren Urkunden wurde der Ort erwähnt als  in castro Keisersperg (1226), Kesersperch (1236), Kassesbergh (1248), Kaisirsberc (1249), oppidum Kesepech cum castello suo de novo aedivicavit Volfellus (13. Jh.), zu der Burg zu Kaysersberg (1298), in der stette zu Cheysersberch (1335), Keisersperg, Kaisersperg (1407), Keysersperg (1441), die statt Kessersperg (1510), Caesaris montem (1610), Kayserspurg (1632) und als  Montlibre (während der Französischen Revolution).
Eine Römerstraße ist in unmittelbarer Nähe nicht nachgewiesen worden. Das Tal der Weiss wurde aber im Mittelalter als wichtiger Verbindungsweg zwischen der Rheinebene und Lothringen genutzt. Als Castrum Keisersperg wurde die Siedlung 1226 zum ersten Mal urkundlich erwähnt. Zum Schutz dieser wichtigen Wegstrecke ließ der Stauferkaiser Friedrich II. den günstig gelegenen Platz, an dem vermutlich bereits eine Burg gestanden hatte, vom kaiserlichen Schultheiß Wölflin erwerben und (erneut?) befestigen. 1293 erhielt Kaysersberg das Stadtrecht, nahm aufgrund des regen Handels einen raschen Aufschwung und trat 1353 als Freie Reichsstadt dem Zehnstädtebund bei. Bald gewann auch der Weinbau an Bedeutung: Von dem hier ansässigen kaiserlichen Vogt Lazarus von Schwendi (1522–1584) wird erzählt, dass dieser,
als Heerführer gegen die anrückenden Türken in Ungarn dienend, von dort die Tokajerrebe mitgebracht haben soll.
Die Ortschaft wurde 1680 zusammen mit Türkheim, Colmar und Münster im Georgiental mit deren Besitz (24 Ortschaften) vom Königreich Frankreich annektiert.
Seiner kaiserlichen Privilegien und seiner strategischen Bedeutung beraubt, fiel Kaysersberg nach 1680 sehr rasch in weitgehende Bedeutungslosigkeit. Nach der Französischen Revolution hieß der Ort vorübergehend Mont-Libre.
Durch den Frankfurter Frieden vom 10. Mai 1871 kam das Gebiet mit dem Reichsland Elsaß-Lothringen an das Deutsche Reich, und der Ort wurde dem Kreis Rappoltsweiler im Bezirk Oberelsass zugeordnet. Nach dem Ersten Weltkrieg musste die Region aufgrund der Bestimmungen des Versailler Vertrags 1919 an Frankreich abgetreten werden. Im Zweiten Weltkrieg war die Region von der deutschen Wehrmacht besetzt, und der Ort stand bis 1944 unter deutscher Zivilverwaltung.
Heute ist die kleine Stadt mit ihrem gut erhaltenen, pittoresken Altstadtkern ein beliebtes Ausflugsziel.
Bevölkerungsentwicklung
| Jahr                       | 1962 | 1968 | 1975 | 1982 | 1990 | 1999 | 2008 | 2013 |
| -------------------------- | ---- | ---- | ---- | ---- | ---- | ---- | ---- | ---- |
| Einwohner                  | 2821 | 2979 | 2949 | 2707 | 2755 | 2676 | 2726 | 2701 |
| Quellen: Cassini und INSEE |      |      |      |      |      |      |      |      |

## Sehenswürdigkeiten
Auf vielen Häusern, hohen Masten und Kirchen sieht man Storchennester, sitzende, an- und abfliegende Störche. Dies ist besonders im Frühjahr während der Paarungszeit und Aufzucht der Jungvögel ein Spektakel.

### Bauwerke
- Die im Mittelalter entstandene Burg Kaysersberg ist noch als mächtige Burgruine erhalten geblieben, zu der von der Stadt zwei Fußwege führen. In den Bergfried wurde eine neue Treppe aus Beton eingebaut; die Turmspitze ist über diese frei zugänglich.
- In der Kirche Sainte-Croix (Heilig Kreuz) findet sich eine übergroße Christusfigur und ein Schnitzaltar von Hans Bongart aus dem Jahr 1518.[5]
- Das ehemalige Rathaus (Hôtel de ville) ist ein sehenswerter Renaissancebau (1604) mit Innenhof.
- In der Altstadt finden sich weiterhin viele reich verzierte Fachwerkhäuser.
- Teile der alten Stadtbefestigung inklusive 2 Türme.

### Museen
- Das örtliche historische Museum (französisch Musée local historique) ist in einem Steinhaus aus dem Jahre 1521 untergebracht und zeugt von der Geschichte der Region.
- Das Albert-Schweitzer-Museum (französisch Musée Albert Schweitzer) bietet Ausstellungsstücke aus dem Leben des 1875 in Kaysersberg geborenen Missionsarztes Albert Schweitzer.

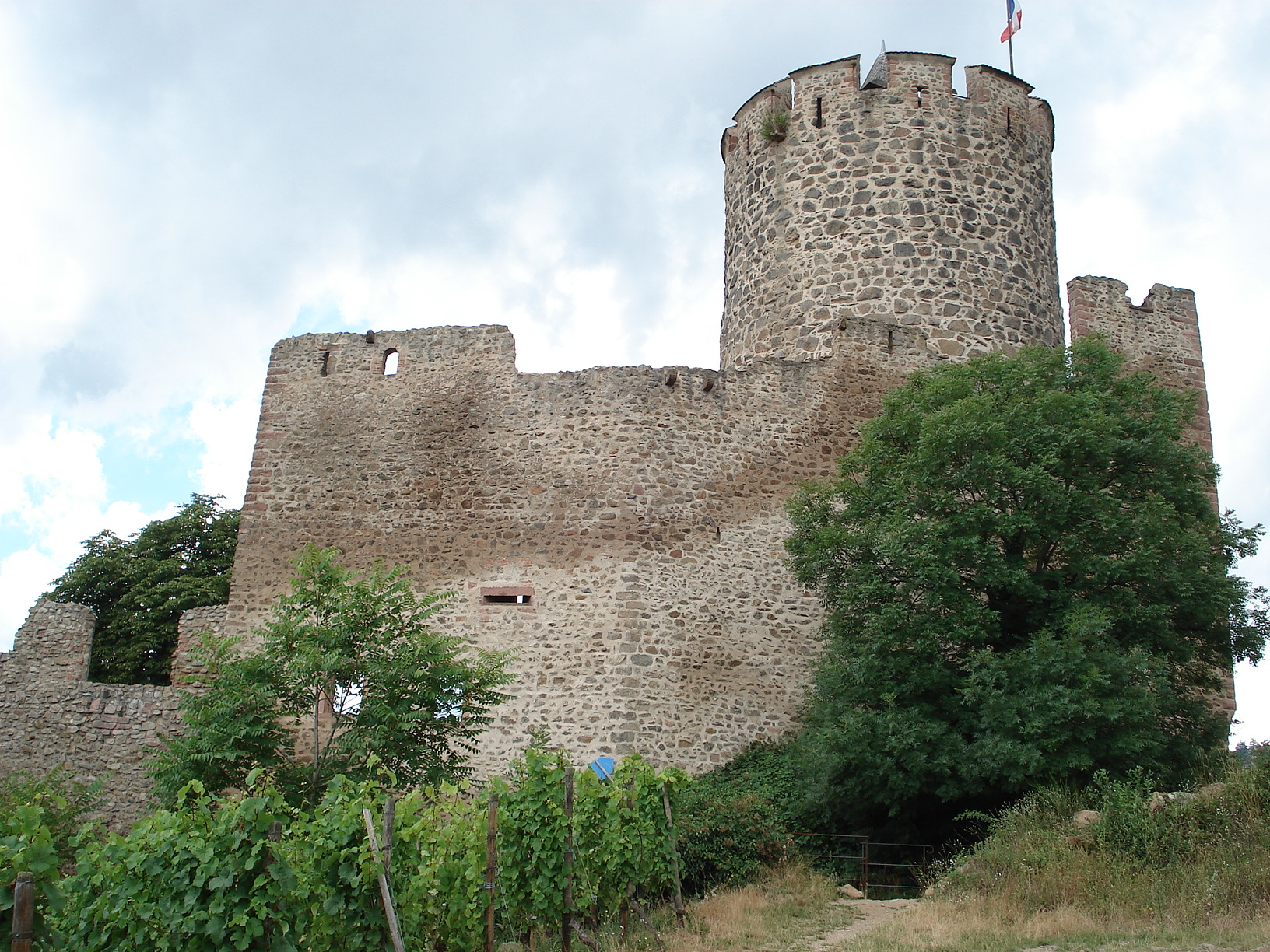
Die Burg Kaysersberg
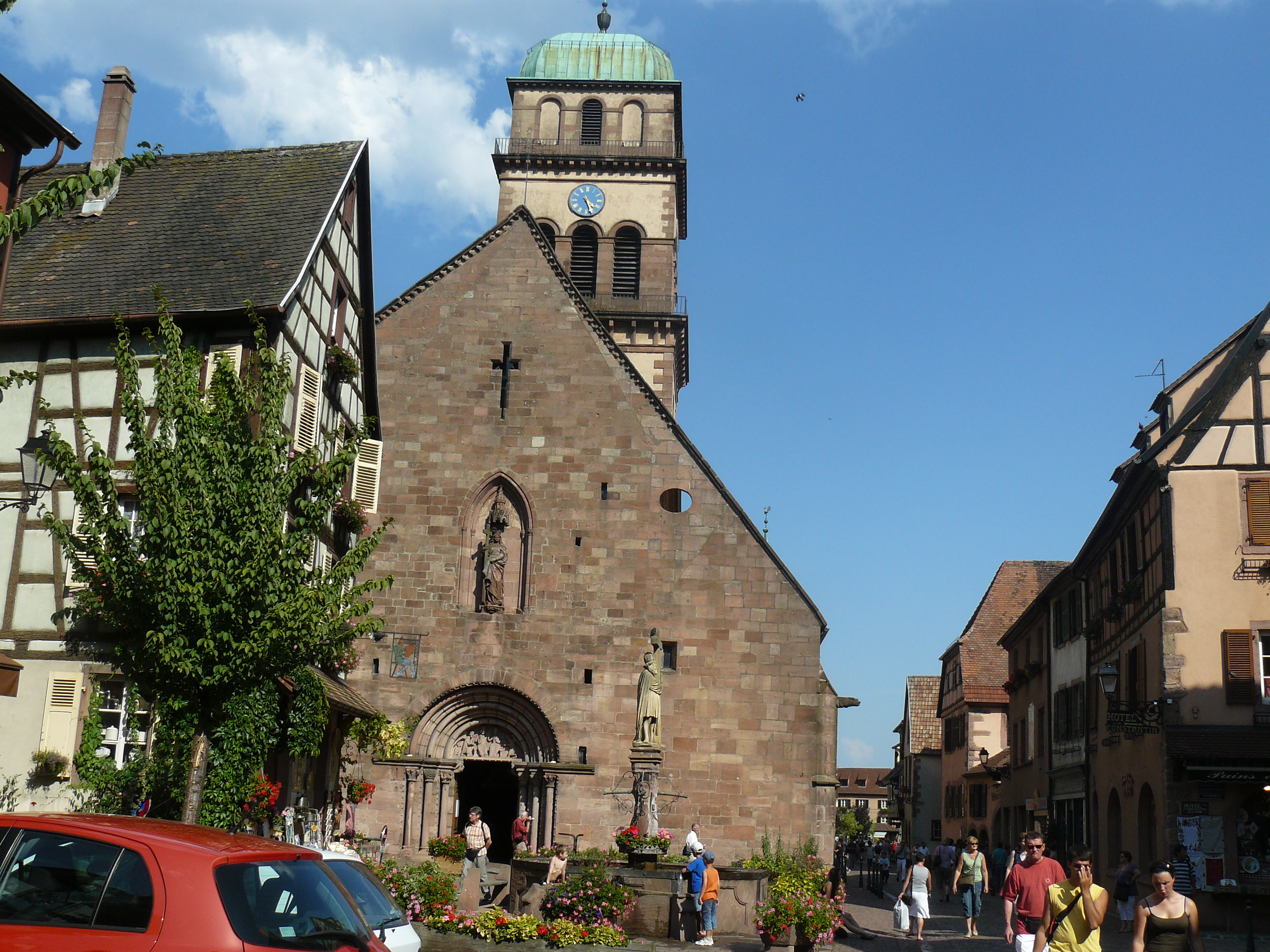
Kirche Sainte-Croix
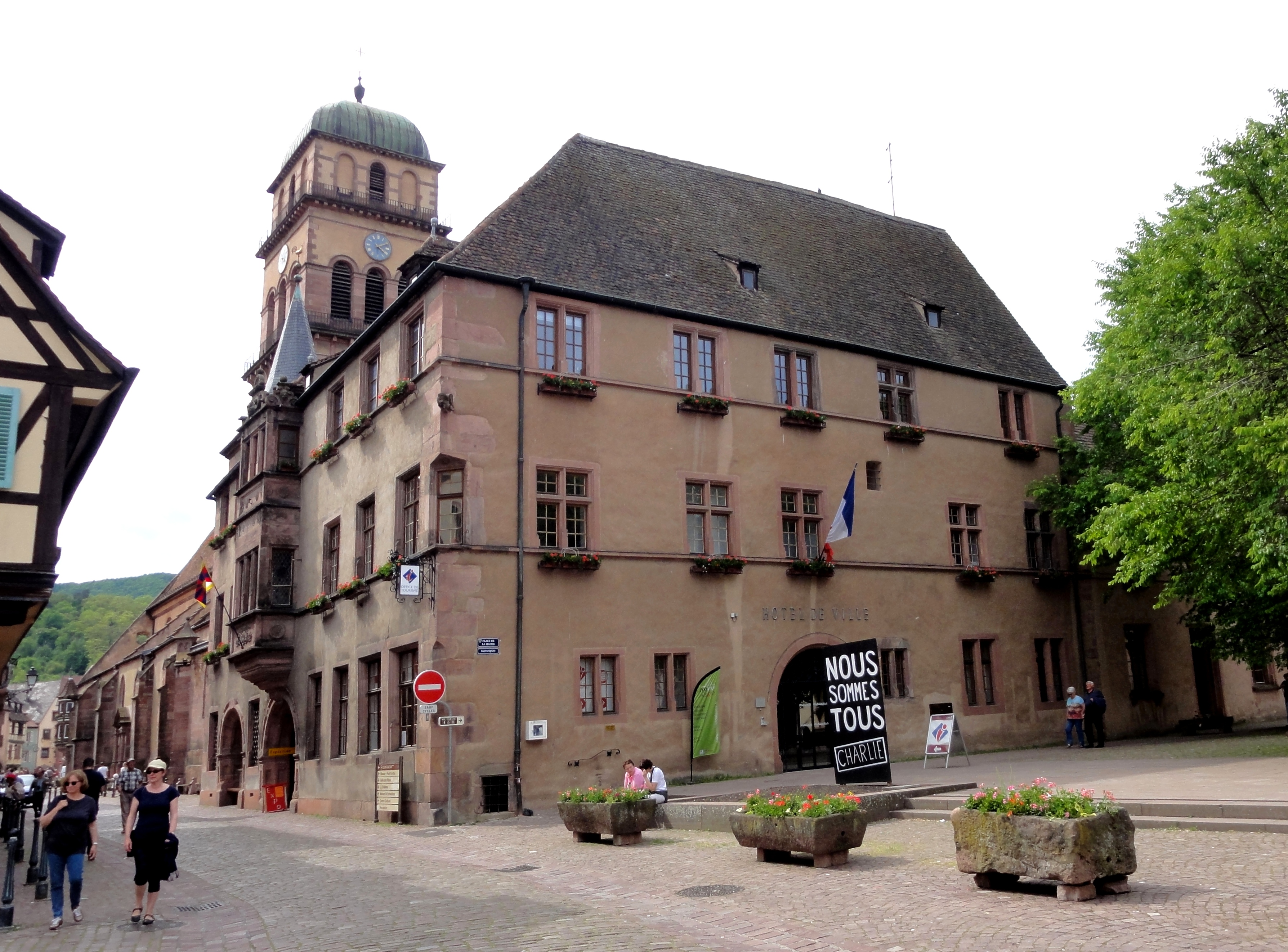
Ehemaliges Rathaus
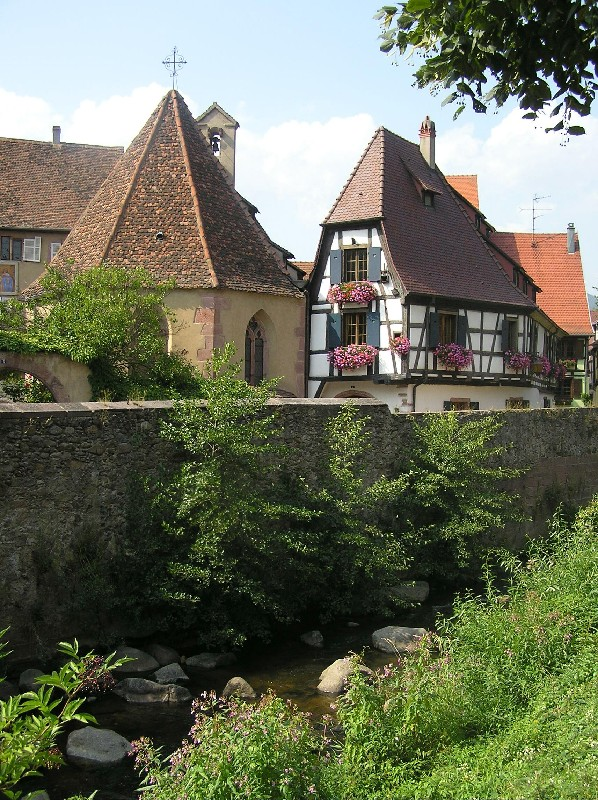
Malerischer Winkel
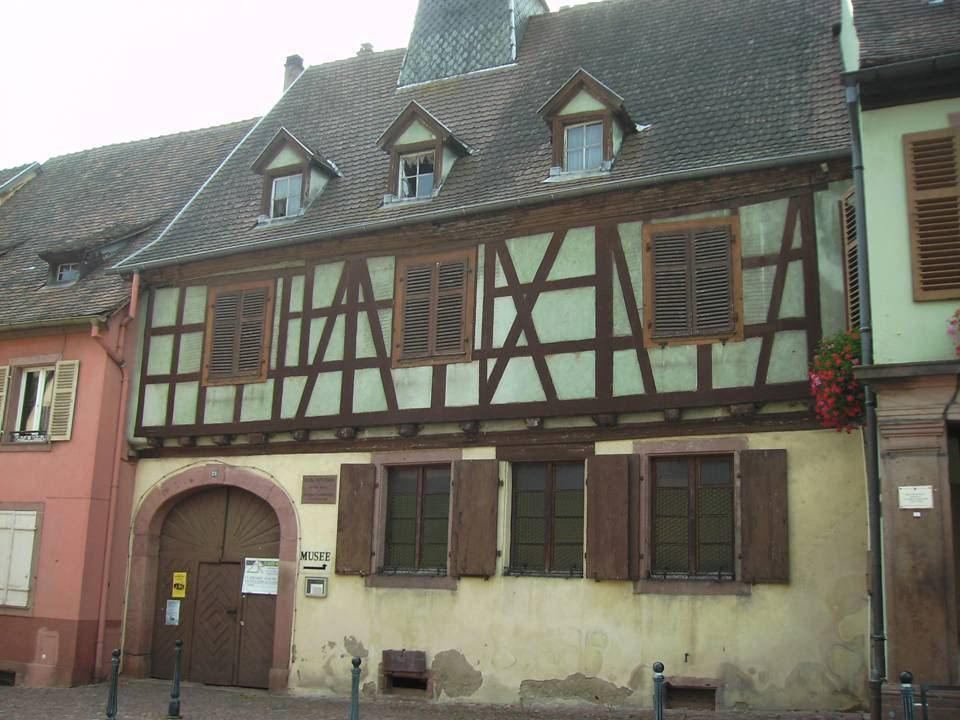
Geburtshaus von Albert Schweitzer
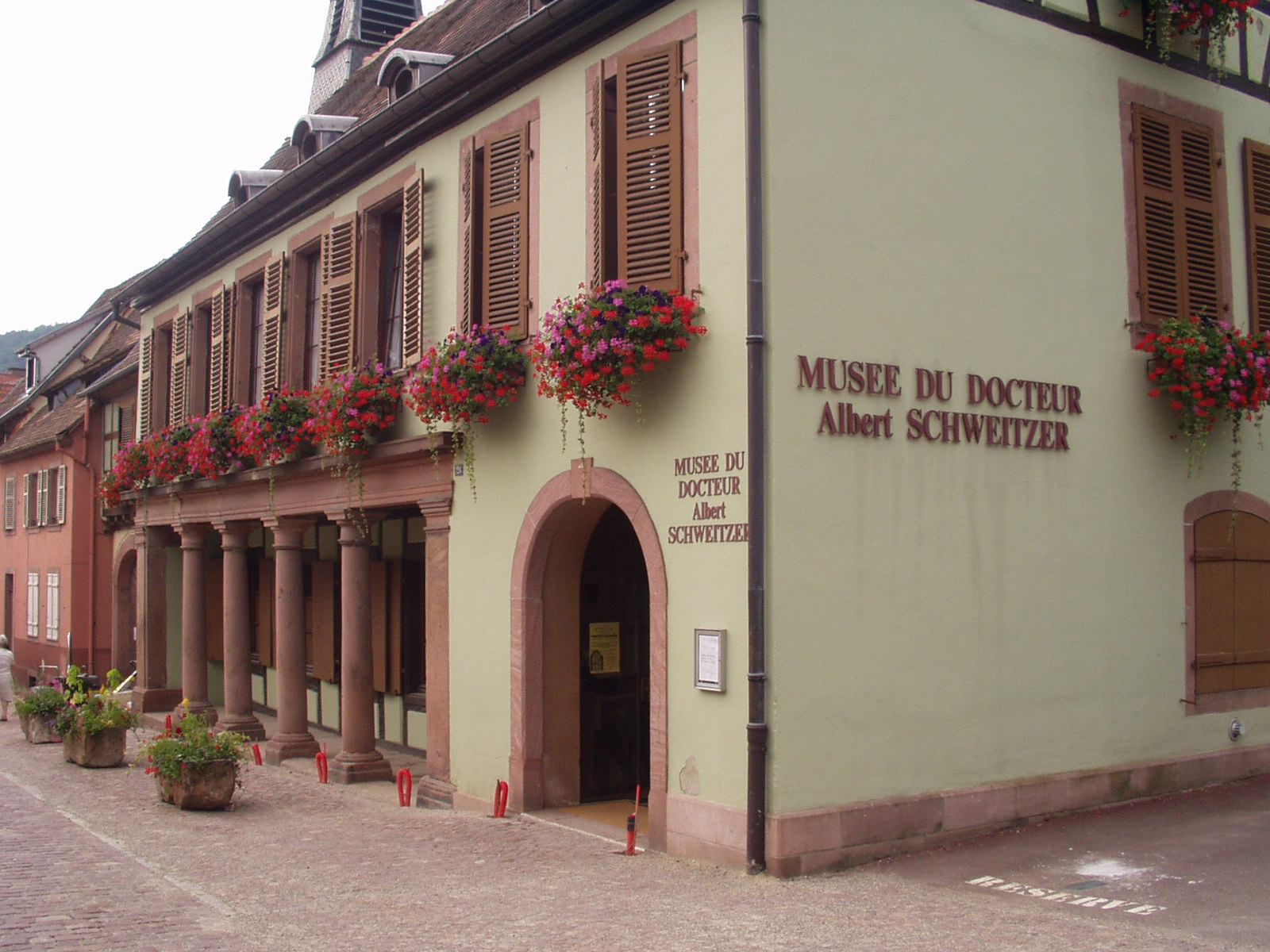
Das Museum Doktor Albert Schweitzer

## Gemeindepartnerschaften
Kaysersberg pflegte eine Partnerschaft mit Lambaréné in Gabun (Afrika), wo der in Kaysersberg geborene Albert Schweitzer in dem von ihm gegründeten Urwaldhospital gewirkt hatte. Seit 2008 bestand auch eine Partnerschaft zur belgischen Gemeinde Perwez in Wallonien.

## Persönlichkeiten
- Johann Geiler von Kaysersberg (1445–1510), bedeutender deutscher Prediger des ausgehenden Mittelalters, ist zwar nicht in Kaysersberg geboren, wuchs aber ab seinem 4. Lebensjahr hier bei seinem Großvater auf.
- Matthäus Zell (1477–1548), Theologe und Reformator
- Joseph Philippi (1808–1891), Pfarrer und Reichstagsabgeordneter
- Albert Schweitzer (1875–1965), evangelischer Theologe, Orgelkünstler, Musikforscher, Philosoph, Missionsarzt und Friedensnobelpreisträger (1952)
- Henri Stoll (* 1955), Politiker der Grünen und Bürgermeister von Kaysersberg